# Yasir Al-Rumayyan
Yasir Al-Rumayyan (in arabo ياسر الرميان‎?; Burayda, 18 febbraio 1970) è un manager, economista e dirigente sportivo saudita, governatore del Public Investment Fund (PIF), il fondo sovrano del Regno dell'Arabia Saudita. È anche presidente della compagnia petrolifera statale Saudi Aramco e presidente non operativo della squadra di calcio inglese Newcastle United.

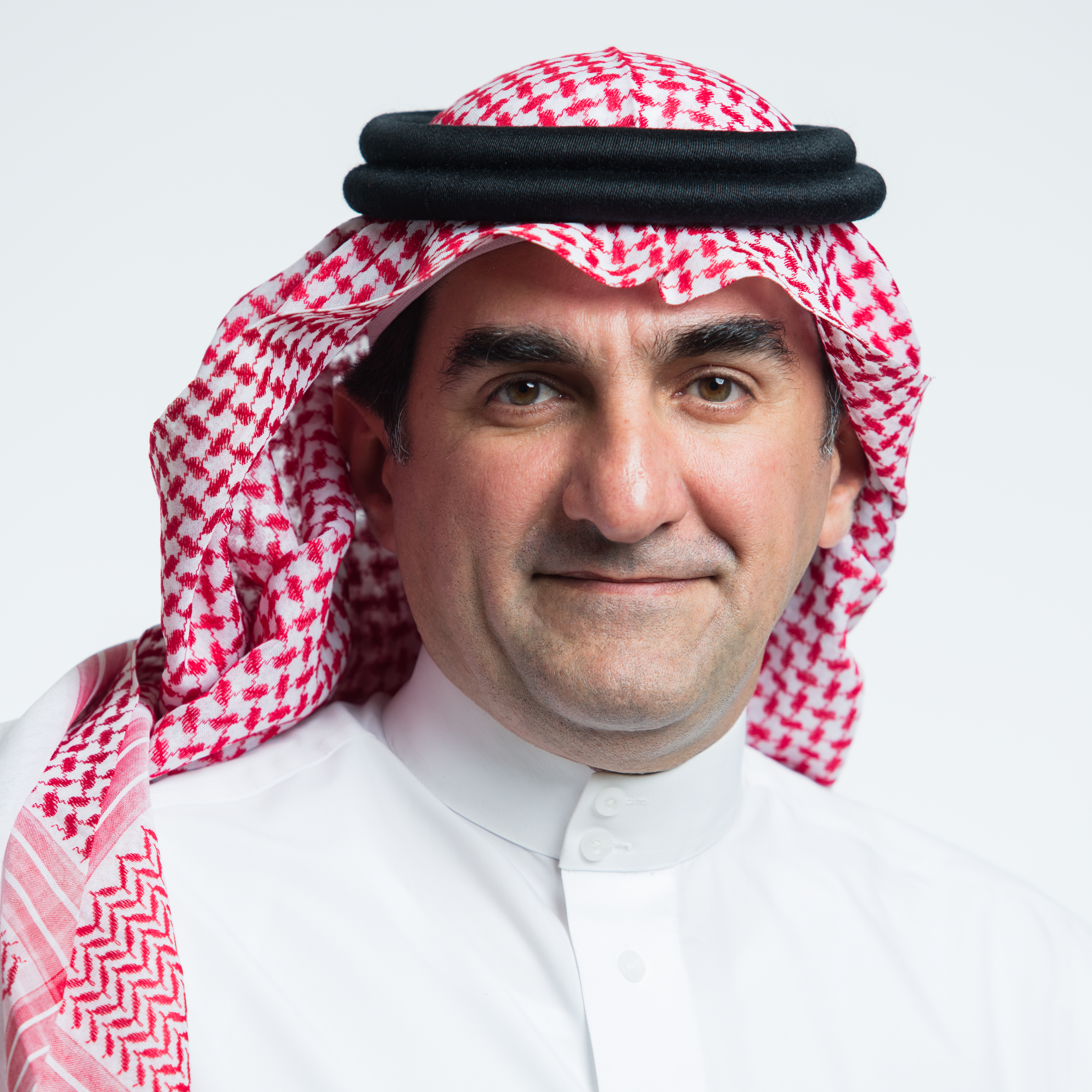
Yasir Al-Rumayyan

Al-Rumayyan fa parte dei consigli di amministrazione della società di reti di trasporti Uber e della multinazionale giapponese SoftBank e di Reliance Industries Ltd.

## Biografia
Yasir Al-Rumayyan è nato a Buraidah, provincia di Al-Qassim, nel 1970 e si è laureato alla King Faisal University di Alahsa nel 1993.

## Carriera
Ha iniziato la carriera presso la Saudi Hollandi Bank, diventando responsabile del brokeraggio internazionale prima di entrare nella Capital Markets Authority (CMA), dove era responsabile della quotazione dei titoli. Tra il 2011 e il 2015, Al-Rumayyan è stato amministratore delegato di Saudi Fransi Capital (SFC), il ramo di investment banking della Banque Saudi Fransi. Dal 2014 al 2015 è stato nel consiglio di amministrazione della Borsa saudita.

### Fondo per gli investimenti pubblici
Nel settembre 2015, Al-Rumayyan è stato nominato amministratore delegato del Fondo di investimento pubblico dell'Arabia Saudita (PIF).
Nel 2016, PIF ha investito 3,5 miliardi di dollari nella società statunitense Uber.  È entrato a far parte del consiglio di amministrazione di Uber come parte dell'accordo.
Nell’agosto 2016, Al-Rumayyan è entrato a far parte del consiglio di amministrazione della compagnia petrolifera statale Saudi Aramco come parte di una operazione verso una più stretta cooperazione tra Aramco e PIF nella ristrutturazione dell’economia saudita. Nell'ottobre di quell'anno, PIF investì 45 miliardi di dollari nel nuovo SoftBank Vision Fund. Nel maggio 2017, il PIF ha investito 20 miliardi di dollari in un fondo infrastrutturale statunitense congiunto con Blackstone.
Al-Rumayyan è stato coinvolto nel trasferimento di beni al PIF in seguito all'epurazione del governo dell'Arabia Saudita nel 2017.  Al-Rumayyan ha trasferito nel PIF 20 società che erano state sequestrate dal governo,  inclusa una in seguito presumibilmente utilizzata da agenti sauditi nell'omicidio del giornalista Jamal Khashoggi.
Nell'ottobre del 2021, in seguito all'acquisizione del Newcastle United Football Club da parte di un consorzio guidato dal Public Investment Fund, viene nominato presidente non esecutivo del club inglese.